# Musée Harry L. Johnson de Windwardside
Le Musée Harry L. Johnson est un musée situé à Windwardside, sur l'île de Saba dans les Pays-Bas caribéens.

## Biographie et historique
Harry Luke Johnson (1914-1972) était un policier et un artiste amateur très intéressé par la préservation du patrimoine de Saba. Il a ouvert le premier musée de Saba en 1970, lorsqu'il acheta un chalet à Windwardside après le décès du propriétaire, Ester Peterson, à 103 ans. Il exposa sa collection personnelle et ses propres peintures. À sa mort en 1972, il demanda au commissaire Will Johnson (sans lien de parenté) de continuer à préserver le patrimoine de Saba dans un cadre plus vaste. Le commissaire contacta un conservateur de musée néerlandais de Gouda, qui proposa que le musée ait un thème particulier. Il suggéra de souligner l'implication de l'île dans la mer, étant donné que Saba est célèbre pour ses capitaines et avait une école de navigation à The Bottom de 1909 à 1922. La solution idéale a rapidement été trouvée dans un cottage sabéen construit vers 1840 par le capitaine de la marine Josiah Peterson.

## Collections
Situé dans un cottage de capitaine de marine du XIXe siècle, au bout de Park Lane, dans le quartier historique de Windwardside, le musée proposent des expositions incluant des collections du XIXe et du début du XXe siècle, notamment des photographies d'époque de la royauté néerlandaise, le premier téléphone de Saba, un piano Steinway et un vieux four à roche, ainsi que des objets provenant des sites archéologiques amérindiens autour de l'île. Il sert également de centre de ressources où il est possible de trouver des articles sur Saba.

## Cottage[4]
La maison se conforme à l'architecture classique des cottages sabéens en se divisant en deux parties, chacune avec un toit séparé. La plus grande partie se compose de la chambre principale, du salon et d'une chambre plus petite et est recouverte d'un toit en croupe. La partie la plus petite contient la salle à manger et la cuisine avec son foyer et son four en brique. La double porte d'entrée s'ouvre immédiatement dans le salon, directement en face d'une autre double porte menant au pré situé à l'arrière de la maison.
Le salon dispose d'un harmonium svieux de 100 ans offert par l'église wesleyenne de la sainteté. Il est inscrit « Smith American Organ and Piano Company ». L'instrument aurait été transporté à la main sur les marches escarpées de Ladder Bay à Windwardside. Il existe également un « canapé évanouissement » ou une « chaise longue », avec un fond et des côtés en osier tressé.
Une récompense - une horloge de New York datant de 1886 - a été volée en 2011. Elle mesurait 23 pouces de haut, avait un couvercle en verre gravé et était en état de marche.
La chambre principale comprend un magnifique lit à baldaquin en acajou orné de sculptures d’ananas, un toilette avec vasque et pichet en porcelaine et un bureau disposant d'une surface d’écriture inclinée.
La deuxième chambre, plus petite, est utilisée pour exposer des objets provenant de nombreuses fouilles archéologiques sur l'île, des instruments nautiques, des documents de marins provenant des célèbres capitaines de Saba du siècle dernier et une petite bibliothèque de livres et d'articles sur l'île.
La table de la salle à manger est préparée pour le dîner avec de la faïence Wedgwood de 1880, avec un Edison Victrola dans le coin, prêt à jouer une musique au moment du dîner.
La cuisine présente de vieux outils recueillis dans la colonie déserte de Mary's Point : théières, lanternes, presse-fruits, mortiers et pilons, une chaussure, un presse-agrumes, des pichets d'eau et des « appareils de chauffe ». Il existe également un pistolet à cheminée prêt à être mis en service. La cuisine a un foyer en pierre typique de Saba, et, chose rare, dispose d'un four à roche. Comme d'habitude à cette époque, la cheminée avait été construite avec des briques jaunes des Pays-Bas («IJsselsteentjes») qui avaient été utilisées aux XVIIe et XVIIIe siècles d'abord comme ballast pour les navires, puis pour la construction d'entrepôts à Saint-Eustache. Ces entrepôts ont été rasés au XIXe siècle et les pierres ont été transportées vers d'autres îles.